# Кушанско царство
Кушанско царство је била древна држава формирана на територији античке Бактрије на обалама Аму Дарије, односно територијама данашњег северног Авганистана, те јужног Таџикистана и Узбекистана. У 1. и 2. веку су Кушани продрли на северни део Индијског потконтинета све до Сакете и Сарната крај Варанасија (Бенарес) где натписи из 127. н. е. спомињу најпознатијег кушанског владара Канишку.
Кушани су представљали један од огранака Јуежи племенског савеза, те су одржавали дипломатске контакте с Римом, Персијом и Кином династије Хан. Иако су унутар његових граница створена бројна уметничка и књижевна дела, једини текстови о Кушанима потичу од других народа који су им били савременици, поготово Кинеза. Царство је ослабило у 3. веку те пало под власт Сасанида и Гупта.